# 中根駒十郎
中根 駒十郎（なかね こまじゅうろう、1882年11月13日 - 1964年7月18日）は、日本の編集者。佐藤義亮と共に新潮社を創業し、「新潮社の大番頭」と呼ばれた。

## 経歴
愛知県碧海郡矢作村（現・岡崎市）生まれ。1895年、郷里の小学校卒業後、上京し、姉の龍子の夫である佐藤義亮の新声社に18歳で入社、『新声』の編集に当たる。負債のため『新声』が譲渡され、1904年、佐藤が新潮社を興し文芸雑誌として『新潮』を創刊すると、中村武羅夫とともに編集主幹となり、田山花袋、田口掬汀らの寄稿を得て、大正期には博文館の『太陽』、春陽堂書店の『新小説』などと並ぶ文芸雑誌として成長させた。新潮社の専務取締役を務めた。
1916年、『文章倶楽部』を創刊、楢崎勤らを後継者として育て、1943年に退職。1960年7月から12月まで「駒十郎随聞」を『図書新聞』に連載した。夏目漱石、芥川龍之介、谷崎潤一郎などと親しんだ。
1964年7月18日、直腸癌のため東京都新宿区若宮町の自宅で死去。
漱石の妻・鏡子の旧姓は中根だが特に関係はない。